# Přibyslav
Přibyslav é uma cidade checa localizada na região de Vysočina, distrito de Havlíčkův Brod.